# Lista monumentelor istorice din județul Buzău - A

Simbol pentru monumentele istorice

Lista monumentelor istorice din județul Buzău - A cuprinde monumentele istorice înscrise în Patrimoniul cultural național al României și aflate în localități ce încep cu litera A din județul Buzău.
Lista completă este menținută și actualizată periodic de către Ministerul Culturii, Cultelor și Patrimoniului Național din România, prin intermediul Institutului Național al Patrimoniului, ultima versiune datând din 2015. Această listă cuprinde și actualizările ulterioare, realizate prin ordin al ministrului culturii.
| Cod LMI                               | Denumire                                                 | Localitate                    | Localizare                                                    | Datare, Creatori                                                         | Imagine               | Erori             |
| ------------------------------------- | -------------------------------------------------------- | ----------------------------- | ------------------------------------------------------------- | ------------------------------------------------------------------------ | --------------------- | ----------------- |
| BZ-I-s-B-02192 (RAN: 49563.01)        | Situl arheologic de la Albești                           | sat Albești; comuna Smeeni    | „Pe muchia spre Moisica”, la cca. 1 km V de Albești           |                                                                          | Încarcă foto \| video | Raportează eroare |
| BZ-I-m-B-02192.01                     | Așezare                                                  | sat Albești; comuna Smeeni    | „Pe muchia spre Moisica”, la cca. 1 km V de Albești           | sec. IV p. Chr., Epoca migrațiilor, Cultura Sântana de Mureș - Cerneahov | Încarcă foto \| video | Raportează eroare |
| BZ-I-m-B-02192.02                     | Așezare                                                  | sat Albești; comuna Smeeni    | „Pe muchia spre Moisica”, la cca. 1 km V de Albești           | mil. V, Neolitic mijlociu și târziu, Cultura Boian                       | Încarcă foto \| video | Raportează eroare |
| BZ-I-s-B-02193 (RAN: 46037.02)        | Situl arheologic de la Aldeni                            | sat Aldeni; comuna Cernătești | Dealul „Balaurul”, la cca. 1 km V de satul Aldeni; „Țurțudău” |                                                                          | Încarcă foto \| video | Raportează eroare |
| BZ-I-m-B-02193.01 (RAN: 46037.02.02)  | Așezare                                                  | sat Aldeni; comuna Cernătești | „Turțudău”                                                    | sec. V p. Chr, Epoca migrațiilor                                         | Încarcă foto \| video | Raportează eroare |
| BZ-I-m-B-02193.02 (RAN: 46037.02.03)  | Așezare                                                  | sat Aldeni; comuna Cernătești | Dealul „Balaurul”, la cca. 1 km V de satul Aldeni             | sec. II - IV p. Chr.                                                     | Încarcă foto \| video | Raportează eroare |
| BZ-I-m-B-02193.03 (RAN: 46037.02.04)  | Așezare                                                  | sat Aldeni; comuna Cernătești | Dealul „Balaurul”, la cca. 1 km V de satul Aldeni             | sec. XII - V a. Chr, Hallstatt                                           | Încarcă foto \| video | Raportează eroare |
| BZ-I-m-B-02193.04 (RAN: 46037.02.05)  | Așezare                                                  | sat Aldeni; comuna Cernătești | „Turțudău”                                                    | mil. III - II, Epoca bronzului, Cultura Monteoru                         | Încarcă foto \| video | Raportează eroare |
| BZ-I-m-B-02193.05 (RAN: 46037.02.06)  | Așezare                                                  | sat Aldeni; comuna Cernătești | Dealul „Balaurul”, la cca. 1 km V de satul Aldeni             | mil. IV, Eneolitic târziu, Cultura Stoicani - Aldeni, faza II            | Încarcă foto \| video | Raportează eroare |
| BZ-I-m-B-02193.06 (RAN: 46037.02.07)  | Așezare                                                  | sat Aldeni; comuna Cernătești | Dealul „Balaurul”, la cca. 1 km V de satul Aldeni             | mil. IV, Eneolitic, Cultura Gumelnița                                    | Încarcă foto \| video | Raportează eroare |
| BZ-I-m-B-02193.07 (RAN: 46037.02.01)  | Așezare                                                  | sat Aldeni; comuna Cernătești | Dealul „Balaurul”, la cca. 1 km V de satul Aldeni             | mil. V, Neolitic, Cultura Boian                                          | Încarcă foto \| video | Raportează eroare |
| BZ-II-a-A-02352 (RAN: 46457.01)       | Ansamblul rupestru de la Aluniș                          | sat Aluniș; comuna Colți      | 40                                                            | sec. XVI                                                                 | Alte imagini          | Raportează eroare |
| BZ-II-m-A-02352.01 (RAN: 46457.01.01) | Biserica rupestră „Tăierea Capului Sf. Ioan Botezătorul” | sat Aluniș; comuna Colți      | 40 45.4092°N 26.4139°E                                        | mijl. sec. XVI - mijl. sec. XVII                                         |                       | Raportează eroare |
| BZ-II-m-A-02352.02 (RAN: 46457.01.02) | Chilii                                                   | sat Aluniș; comuna Colți      | 40                                                            | sec. XVI - XIX                                                           |                       | Raportează eroare |